# Guthrie (Texas)
Guthrie önkormányzat nélküli statisztikai település az USA Texas államában, King megyében, melynek megyeszékhelye is. Lakosainak száma 151 fő (2020. április 1.).